# The Cottage (pel·lícula)
The Cottage és una comèdia negra pel·lícula de terror britànica de 2008, escrita i dirigida per Paul Andrew Williams.

## Trama
Dos germans, David i Peter, segresten Tracey, la fillastra d'Arnie, un cap del crim del submón. Després d'una conversa acalorada a la taula de la cuina, en Peter i en David recuperen la Tracey inconscient del maleter del cotxe. Mentre intenten portar-la a dalt, en Peter li toca el pit, sense adonar-se que s'ha despertat. Ella li dona cops de cap diverses vegades, i en Peter crida de dolor. En David aconsegueix treure-la de sobre i ha d'arreglar el nas trencat d'en Peter després de lligar-la al marc del llit. La parella la manté en una casa rural aïlladaper demanar un rescat en una casa rural aïllada. Les coses comencen a anar malament quan el fill sapastre de l'Arnie i germanastre de Tracey, Andrew, lliura el rescat. En lloc de diners, la bossa està plena de tovallons. David i Peter s'adonen que no sols han estat enganyats, sinó que l'Arnie sabia de la implicació d'Andrew en el pla durant tot el temps.
Després que en Peter trenca el telèfon d'en David deixant-lo caure accidentalment a l'aigua, David baixa al poble per utilitzar una cabina telefònica per demanar un altre rescat. Mentre és allà, es troba amb alguns sinistres locals que, en saber que ell i els seus companys s'allotgen a la casa de Barnarby, l'adverteixen que mantingui les portes tancades i que no hi vagi. Pertorbat, David torna a la casa per trobar que Tracey que ha demostrat ser molt intel·ligent i enginyosa, tot i que una mica psicopàtica va incapacitar Andrew i va segrestar en Peter.
A una certa distància, en Peter i la Tracey arriben a una granja d'aspecte nefast. En entrar a la casa, aviat descobreixen que és la llar d'un assassí en sèrie boig i horriblement deformat conegut només com el Granger.
Després d'obrir una trampa a la cuina per revelar una escala secreta que baixa al celler, Tracey és apunyalada per l'estómac pel granger. Aterrit, en Peter fuig a dalt i salta per la finestra del dormitori. La Tracey sobreviu a la seva ferida i demana en Peter que l'ajudi a escapar també, amb el granger perseguint. Peter incapacita el granger amb una pala, salvant la vida de Tracey. Aleshores, Tracey insta a Peter a matar el boig abans que recuperi la consciència, però ell és reticent.
Mentre discuteixen tots dos, el granger s'acosta i li amputa ràpidament l'extrem del peu d'en Peter amb la pala. Quan està a punt de matar en Peter, Tracey comença a burlar-se d'ell, ordenant-li que s'apressi i ho faci. Frustrat, el Granger de sobte es gira i la decapita l'alçada de la boca amb la pala. Aleshores noqueja un Peter histèric i el penja de la jaqueta d'un ganxo.
Mentrestant, l'Andrew i el David descobreixen que el perruquer d'Andrew, Steven, mor per haver-se esbudellat abans de marxar pel bosc a la recerca de Peter i Tracey. Ensopeguen amb el cadàver d'un dels secuaços d'Arnie, a qui li van tallar la gola. Poc després, arriben a la granja, on descobreixen un sotssostre ple de caps tallats. David i Andrew s'afanyen a sortir, on el granger clava David a terra amb una picalleta a través de la seva cama. Llavors persegueix a l'Andrew fins als estables de cavalls propers, on l'ataca brutalment amb un ganivet de caça abans d'arrencar-li la espina dorsal.
En Peter s'acosta i aconsegueix alliberar-se del ganxo i arrossegar-se pel terra fins a David. Després de compensar tota una vida de baralles, prometen continuar lluitant i arrossegar-se de nou a la masia a la recerca d'un telèfon. El Granger aviat reapareix, llançant el cap i la columna vertebral tallats d'Andrew per la finestra. David intenta defensar el seu germà, només per ser empalat de sobte pel granger amb la picota. Indignat en veure assassinat el seu germà, Peter estrangula amb una corda el granger.
El granger aconsegueix llençar en Peter al celler i tanca la porta. Però en Peter encara té l'extrem de la corda, i continua estirant-ne, fent que finalment el Granger s'enfonsi a la part superior de la trampa. Amb el pes del cos a sobre de la porta, en Peter no pot escapar. Sense cap altre lloc on anar, baixa al celler. Encén el seu encenedor per revelar l'esposa i les filles igualment boges i horroroses del Granger al seu voltant. Ell murmura, derrotat: "Has d'estar fent broma" abans que s'enfrontin a ell; l'encenedor s'apaga, i en Peter crida mentre l'ataquen.
Després dels crèdits, Arnie i la seva mà dreta arriben a la granja. Mentre s'apropen a la porta principal, el granger de sobte s'acosta cap a ells amb la picota aixecada per sobre del seu cap. La imatge es congela mentre els balanceja amb ella i la pantalla s'esvaeix a negre.

## Repartiment
- Andy Serkis com a David
- Reece Shearsmith com a Peter
- Steve O'Donnell com a Andrew
- Jennifer Ellison com a Tracey
- David Legeno com The Farmer
- Steven Berkoff com a Arnie (sense acreditar)
- Johnny Harris com a Smoking Joe (sense acreditar)
- Danny Nussbaum com a Home in Suit
- Logan Wong com a Muk Li San
- Jonathan Chan-Pensley com a Chun Yo Fu
- Simon Schatzberger com a Steven
- James Bierman com a Bouncer
- Cat Meacher com a Recepcionista del Club
- Doug Bradley com a vilatan amb gos
- Katy Murphy com a dona del granger
- Georgia Groome com a filla del granger 1
- Eden Watson com a filla del granger 2

## Recepció
The Cottage va rebre crítiques positives de la crítica, va obtenir una puntuació del 71% a Rotten Tomatoes. Variety, ReelFilm i MovieFone van donar crítiques majoritàriament positives, amb MovieFone criticant els problemes de ritme de la pel·lícula però elogiant l'actuació i les bromes de la pel·lícula.
Empire també va fer una ressenya de la pel·lícula, afirmant que "els habituals del festejafreaks i caçagore famolencs s'encantaran d'això, però aquells que van elogiar Williams com un visionari de l'indie britànic després de London To Brighton podrien quedar-se rascant els seus caps."